# 인공지진

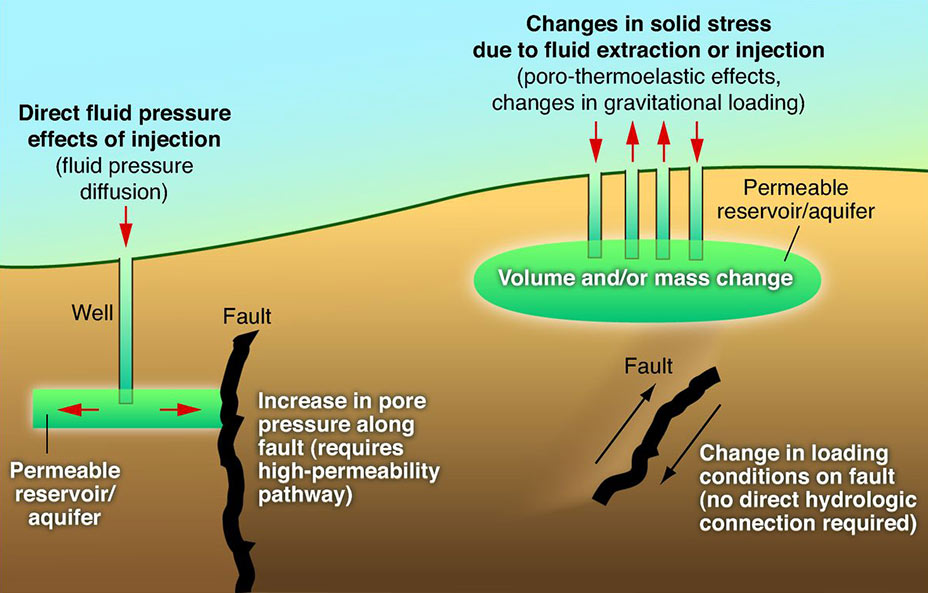
인간의 인위적인 땅속 유체 주입 및 방출이 단층에 영향을 주어 유도지진/촉발지진을 일으키는 원리를 설명한다.

인공지진(人工地震), 유도지진, 유발지진(Induced seismicity)이란 인간이 지구의 지각에 있는 응력이나 변형력을 인위적으로 변화시켜 일어나거나, 직접적인 폭발 등으로 땅을 흔들리게 만드는 미약한 지진 및 미진 현상을 총체적으로 일컫는다. 자연적인 단층 현상으로 일어나는 자연 지진과는 구분된다. 거의 대부분의 인공지진은 그 규모가 작다. 하지만 미국 오클라호마주에서 일어난 규모 Mw5.8의 군발지진이나 더 가이저의 규모 Mw5.0 지진과 같이 지열 발전소나 폐유정에서 물을 주입하게 되면 정기적으로 M4-5 이상의 중형 지진이 일어나기도 한다.
인공적으로 유발하여 일어난 유도지진과 비슷하게 촉발지진(triggered seismicity)도 존재한다. 촉발지진의 경우에는 유도지진과 같이 인간이 지각을 인위적으로 변화시켜 일어난다는 점에는 같으나, 촉발지진은 자연적으로 일어날 가능성도 있던 지진이 인간의 영향으로 자극 범위 이외 지역에도 일어나는 지진을 총칭한다. 이 문서에서는 인간의 영향으로 일어나는 유도지진, 인공지진, 촉발지진 모두를 총칭해 인공지진으로 합쳐서 설명한다.

## 사례
2015년 발표한 미국 지질조사국의 인공지진 연구 발표에서는 규모 M5.7의 1952년 엘리노 지진과 같은 오클라호마주의 집중적인 지진 현상은 석유 산업 기업의 폐수의 심층 주입으로 인해 일어난 인공지진이라고 발표했다. 특히, 지질조사국에서는 "2010년 이후 미국 중부 및 동부 지역(CEUS)에서 급증한 지진 발생의 대부분은 땅 심층 지역의 폐수 주입과 깊은 상관관계가 있다"고 강조하였다.:2
이 외에도 인공지진은 기후변화 완화를 위한 수단으로 이산화탄소 포집 및 저장을 위해 이산화탄소를 땅 밑으로 주입하는 과정에서도 일어날 수 있는데, 시험적으로 이산화탄소를 주입했던 미국 오클라호마주와 캐나다 서스캐처원주에서 보고되었다. 안전 수칙 및 기술 발전을 통해 이산화탄소 주입으로 인한 지진 가능성을 줄일 수 있지만, 대규모로 저장을 시도할 경우의 지진 위험성은 계속 존재한다. 인공지진으로 인해 지구 지각의 단층을 자극시켜 저장 공간 자체가 파괴되는 등의 사고가 발생할 가능성이 높다.
인공지진의 지진 재해는 자연지진의 경우와 비슷하게 추정 분석할 수는 있지만 통계적으로 잡히기 어려운 비정상 지질활동(non-stationary seismicity)도 고려해야 한다. 유도지진의 경우에는 지진의 흔들림이 자연지진과 거의 비슷하지만 진원 깊이 등의 차이가 존재한다. 즉 이 말은 자연지진에서의 강진 데이터베이스에다가 유도지진을 추가하여 지반 운동 모델을 적용할 수 있다는 의미이다. 지역 주민 및 건물의 내진 적용 현황 등을 고려하여 인공지진의 경우에도 지진위협도를 추정할 수 있다. 이 외에 인공지진을 일으키는 원인을 해결하거나 지진 재해 취약점 정비를 통해 인공지진의 지진 재해도 어느 정도 줄일 수 있다.

## 원인
인공지진이 일어나는 원인에는 다양한 종류가 있다. 2000년대 이후 석유 산업에서의 석유 및 천연가스 추출 및 기타 물질 주입, 지열 발전 개발 등 지구에서 유체를 주입하거나 빼내는 기술이 발명되었는데, 이를 이용하게 되면 유도지진이 일어나는 것으로 추정하고 있다. 이 외에도 지하에서의 폭발이나 핵실험 등과 같이 땅 밑에 직접적인 충격을 주어 흔들리게 만드는 것도 인공지진에 속한다.

### 인공 호수

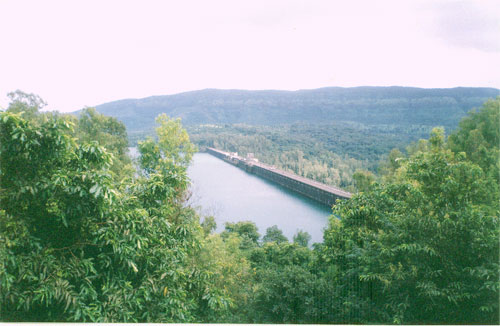
댐으로 인해 가장 거대한 인공지진이 일어난 곳은 인도의 코이나 댐이다.

크고 깊은 인공 호수의 많은 물은 기존에 있던 단층이나 암반 균열에 걸리는 응력을 변화시킬 수 있다. 호수에 담긴 많은 물의 무게가 암반에 직접적으로 하중을 싣어 전체적인 응력을 증가시킬 수도 있고, 공극 수압을 증가시켜 유효응력을 감소하게 만드는 등을 통하여 단층이나 암반 균열의 응력을 크게 변화시킨다. 이렇게 암반에 걸린 응력이 크게 변화할 경우 지진이 일어날 수 있다. 거대한 인공호수로 일어나는 지진 활동은 여타 다른 인공지진에 비해 규모가 더 클 수 있다. 인공호수가 일으키는 지진은 아직 인류가 완벽하게 원리를 알진 못하지만 대략 100m가 넘는 높이의 댐을 지을 경우 일어나는 것으로 알려졌다. 보통은 거대한 호수가 가하는 수압이 암반을 자극시켜 일어나는 것으로 추정하고 있다. 거대한 호수의 물이 빠지거나 채워지는 등 가해지는 수압이 급격하게 변할 경우 지진이 바로 일어나거나 조금의 시간 간격을 두고 일어난다.
댐으로 인해 인공지진이 일어났다는 것이 확인된 최초의 사례는 알제리의 오우에드포다(Oued Fodda)에 있는 1932년 오우에드포다 댐의 지진이다.
1967년 인도 마하라슈트라주 코이나나가르에서 일어난 규모 M6.7의 코이나나가르 지진은 전진과 여진이 전부 코이나 댐 근처나 바로 아래에서 일어났다. 이 지진으로 180명이 사망하고 1,500명 이상이 부상을 입었다. 지진의 진동은 대략 230km 정도나 떨어져 있는 봄베이에서도 느꼈으며 정전 피해도 있었다.
이탈리아의 바이온트 댐은 막 건설되어 물이 차기 시작하자 지진 활동이 일어났다. 1963년 댐 호수의 물이 거의 다 채워지자 산사태가 발생하여 바이온트댐 참사라는 대규모 홍수가 발생하였고 주민 2,000여명 이상이 사망하였다. 산사태 이후 댐의 호수가 없어진 이후에는 지질 활동도 일어나지 않고 있다.
1975년 8월 1일에는 미국 캘리포니아주 오로빌에서 오로빌댐이 완공되어 오로빌 호수에 물이 다 채워지자 규모 M6.1의 지진이 일어났다. 이 지진은 댐이 일으킨 유발지진으로 추정된다.

### 광산 채굴
광업 활동은 주변 암반의 변형력에 여러 영향을 미치며, 이는 종종 눈에 띌 정도의 변형이나 지진을 일으키기도 한다. 광업으로 일어난 지질 활동은 광산 작업 피해와도 연관이 있으며 광업 노동자에게도 큰 피해를 준다. 광업으로 일어나는 지질 활동은 보통 지하 광산의 암석 폭발이나 지하 구리 광산의 구리광 붕괴 현상으로 알려져 있다. 광산 붕괴 사고의 경우에는 깊이, 채굴 방법, 주변 암반의 지질 특성, 광물 채취 순서 및 지형에 따라서 일어나는 정도가 달라진다. 대부분의 지하 경암 광산은 붕괴 위험을 막기 위해 암반 특성을 연구하고 지하 지진 활동을 모니터링 하고 있다.
그 외에 광산에서의 채굴 활동으로 인해 일어난 지진 및 기타 지질 활동에는 다음이 있다.
- 채굴 활동으로 인해 인공적으로 전단슬립 사건(구조적 지진과 비슷)이 일어날 수 있다. 대표적인 사례로는 1980년 베우하투프 지진[32]과 2014년 오크니 지진이 있다.
- 광산과 관련된 대표적인 지질 사건이 광산 붕괴 사고이다. 2007년 크랜델 캐니언 광산 붕괴 사고와 솔배이 광산 붕괴 사고가 대표적이다.[33]
- 시추 및 발파와 같이 일상적인 광산 채굴 활동 중 의도치 않게 폭발이 일어날 수 있다. 대표적인 것이 사고 광산 폭발 사고이다.[34] 폭발이라는 것은 화학적으로 일어나는 사고이기 때문에 엄밀히는 "유도지진"이라고 부를 순 없다. 하지만 폭발로 인한 인공지진으로 간주되므로 대부분의 지진 감시 기관에서는 광산 폭발로 확실하게 확인될 경우에만 지진 목록에 제외하는 등의 조치를 취한다.[35]
- 시추 지점 표면에서 일어나는 파괴 현상도 있다. 하지만 규모가 매우 작아 광산 내의 지진계에서만 감지되는 경우가 잦다.[30]
- 빙햄 캐니언 광산과 같이 광산이 있는 곳 자체가 통째로 무너지는 산사태의 경우 규모가 매우 커 지진으로 감지될 수도 있다.[36]

### 폐수 주입정

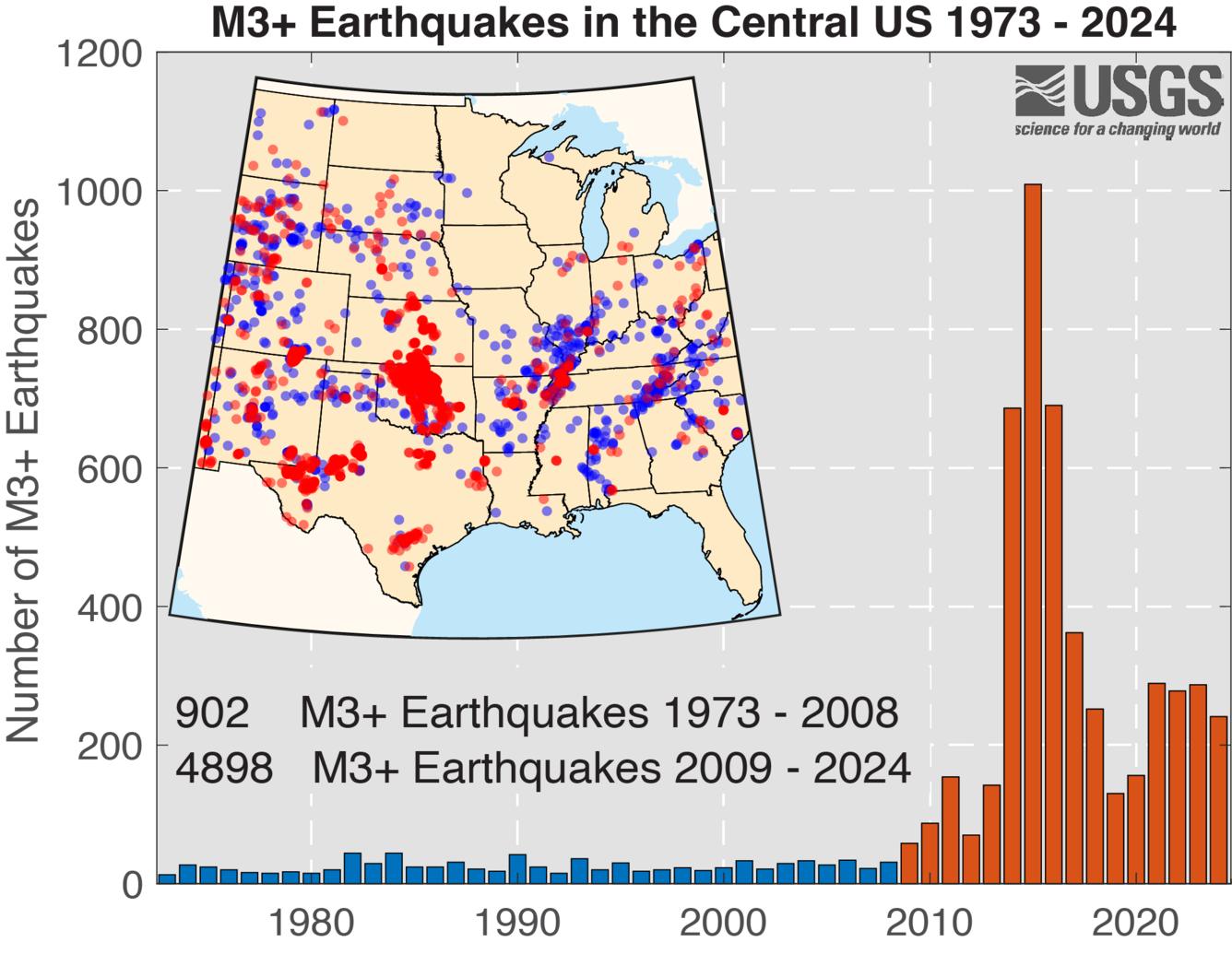
1973년 이후 미국 오클라호마주의 지진 활동 그래프 및 지도. 2009년 이후 지진 활동이 급증하였다.

석유 시추정이나 천연가스 채취정 등에서 나온 유출수를 보편적으로 처리하는 방법인 폐수 주입정은 유도지진을 일으키는 것으로 알려져 있다. 유출된 고농도의 소금물은 보통 염수 주입정(SWD)로 주입되는데, 물이 땅 속으로 주입되면서 지층의 공극 수압이 증가해 단층이 움직이며 지진이 일어날 수 있다.
땅속 물주입이 지진을 일으킨다는 것을 최초로 목격한 사례는 미국 콜로라도주 덴버의 로키산 무기고이다. 1961년 폐수를 지층 깊숙히에 주입하고 나서 이후 덴버 지역에 일련의 지진을 일으킨 것으로 확인되었다. 1962년 4월부터 지진이 발생하기 시작해 무기고 내 8 km 내에 집중되었고 규모 0.7에서 4.3에 이르는 지진이 수년간 지속되었다. 연구 결과 지진 발생 빈도와 폐수 주입 사이 상관관계가 존재했다.
2011년 미국 오클라호마주 프레이그 근처에서 일어난 모멘트 규모 Mw5.7의 지진은 20년동안 폐수를 여러 주입정으로 지층 깊숙히 주입한 결과 지층이 받는 압력과 응력이 변화하여 일어난 지진이다. 2016년 9월 3일에는 오클라호마주 파우니에서 규모 Mw5.8의 지진이 일어났으며 3시간 반 동안 규모 2.6-3.6 사이의 여진이 9차례 일어났다. 지진의 진동은 테네시주 멤피스와 애리조나주 길버트에서도 느껴졌다. 오클라호마 주지사인 메리 팰린는 지역 비상사태를 선언했으며 오크라호마 기업위원회를 통해 오클라호마주의 폐수주입정을 전면 폐쇄하는 조치를 내렸다. 2015년 미국 지질조사국이 발표한 유도지진 연구 결과에서는 1952년 규모 M5.5의 엘리노 지진과 같이 오클라호마주에서 일어난 지진의 거의 대부분은 석유 산업 기업들이 폐수를 땅 속 깊숙히 주입하여 일어난 유도지진이라고 발표하였다. 하지만 2015년 4월 전까진 지질조사국은 오클라호마주의 집중된 지진 활동은 자연적 원인일 가능성이 높으며 폐수 주입으로 일어난 지진이 아니였다는 입장이었다. 현재도 오클라호마주는 집중적인 지진 활동이 일어나고 있다.
2009년 이래로 오클라호마주에서는 군발지진처럼 지진이 매우 자주 일어나고 있는데 규모 M3급 지진이 1년에 1-2번에서 하루에 1-2번 꼴로 증가하였다. 2015년 4월 21일 오클라호마 지질조사국(OGS)은 유도지진에 대해 성명을 발표하면서 "지질조사국(OGS)은 대다수의 최근 지진, 특히 오클라호마주 중부 및 북부에서 일어나는 집중적인 지진 활동은 폐수 주입정의 물 주입으로 인해 일어난 지진이다"라고 말했다.

### 탄화수소 누출 및 저장
대규모의 화석 연료 누출 현상은 지진을 일으킬 수 있다. 또한 지하 가스 저장 작업으로 인해 유도지진이 일어날 수 있다. 대표적으로 2013년 9월에서 10월 사이 에스파냐 발렌시아만에서 일어난 연쇄적인 지진 활동은 지하 가스 저장 작업인 카스토르 프로젝트(Proyecto Castor)를 진행하면서 일어난 인공지진에 속한다. 2013년 9월 시추 및 주입 작업이 시작된 후 에스파나 지질국은 발렌시아에서 지진이 급증했다고 발표했다. 40일동안 릭터 규모 ML0.7에서 가장 강하게는 4.3까지 대략 천여 건의 지진이 한꺼번에 일어났다. 이로 대중들의 불신이 커지자 에스파냐 정부는 사업을 중단하였다. 2014년 말에는 카스토르 프로젝트 양허를 최종적으로 기각하였다. 2015년 1월 이후에는 카스토르 프로젝트의 승인과 관련하여 여러 불법 행위가 적발되어 20여 명의 사람들이 기소되었다.

### 지하수 유출
지하의 대수층 등을 건드리는 등으로 인해 대규모 지하수 유출로 지각 응력이 급격하게 변화하면서 지진이 유발될 수 있다. 대표적으로 에스파냐에서 일어난 2011년 로르카 지진이 있다.

### 지열 발전
자연적으로 대류하는 열수가 필요하지 않은 지열 발전 기술인 발전된 지열 발전 시스템(EGS)은 지진을 일으키는 것으로 알려져 있다. EGS는 수압파쇄법을 이용하여 유체를 펌프로 압력을 가해 암반의 유체 투과성을 늘리거나 아에 없었던 투과성을 만들기도 한다. 고온 건조 암석(HDR)의 EGS는 수압으로 암반에 자극을 주어 지열 발전을 시킨다. 암반 특성이나 유체에 가한 압력, 주입한 유체의 양에 따라 그 정도는 달라지긴 하지만 물이 속에 찬 암석은 석유 및 가스 산업에서 땅 밑에 물을 주입하는 것과 마찬가지로 전단 압력에 파손되거나 기존에 있던 단층의 공급 수압을 늘리는 등으로 전단 파괴 등이 일어나서 지진을 일으킬 수 있다.
HDR RGS 지열발전은 프랑스의 솔트수포레(Soultz-sous-Forêts), 미국의 더 가이저나 데저트 피크, 독일 란다우, 호주 파팔라나, 쿠퍼 평원 등지에서 개발 및 테스트를 하고 있다. 캘리포니아의 가이저 지열 발전소 지역의 유도지진 관련 사건과 물 주입과의 관계는 강한 상관관계가 있는 것으로 밝혀졌다. 스위스 바젤의 지열 발전소는 2009년부터 시작된 여러 군발지진 발생으로 인해 폐쇄되기도 하였다. 2017년 11월 대한민국 포항시에서 일어난 모멘트 규모 Mw5.5의 포항 지진의 경우에도 진원지와 EGS 발전소가 바로 근처에 있었으며 지진 수 개월 전부터 지속적으로 물 주입이 있었던 것으로 밝혀졌다. 여러 문헌에서는 EGS 발전소가 포항 지진을 유발했을 것이라고 지적하고 있으며 대한민국 정부 조사단에서도 EGS 발전소가 지진을 촉발시킨 '촉발지진'으로 결론내렸다.
MIT 연구진들은 수력학적 자극으로 유도된 지진을 부지 예측과 여러 기술을 통해 완화시킬 수 있다고 발표하였다. 적절한 관리를 통해 유도지진의 횟수 및 그 규모를 줄일 수 있으며 지진 위협도를 낮출 수 있다고 말한다.

### 수압파쇄법
수압파쇄법은 셰일 오일 등을 채취하기 위해 저투과성 암석에다가 고압의 유체를 주입시켜 암석의 균열을 유도해 탄화수소를 시추하는 공법이다. 이 과정에서 일어나는 지진은 일반적으로 지표면에서는 규모 -3에서 1 정도로 매우 작으며 그 시간도 매우 짧지만, 일부의 경우에는 이보다 매우 큰 규모의 지진이 일어나기도 한다. 예를 들어 캐나다의 앨버타주와 브리티시컬럼비아주의 셰일 오일 채취정에서는 수압파쇄법을 이용하던 도중 규모 M4 이상의 중형 지진이 수 차례 일어났다는 보고가 있다.

## 자연 지진과의 차이
이론적으로 자연 지진은 단층의 전단운동에 의한 것으로 P파와 S파 모두 발생하나, 인공지진(발파)의 경우에는 모든 방향으로 분산하는 P파만이 발생하게 된다. 또한 지속시간이 짧다.

## 같이 보기
- 유발지진
- 2017년 포항 지진

## 참고 문헌
- Kisslinger, C (1976). “A review of theories of mechanisms of induced seismicity”. 《Engineering Geology》 10 (2–4): 85–98. doi:10.1016/0013-7952(76)90014-4. ISSN 0013-7952.
- Talwani, P. (1997). “On the Nature of Reservoir-induced Seismicity”. 《Pure and Applied Geophysics》 150 (3–4): 473–492. Bibcode:1997PApGe.150..473T. doi:10.1007/s000240050089. ISSN 0033-4553.